# Lily Yeats

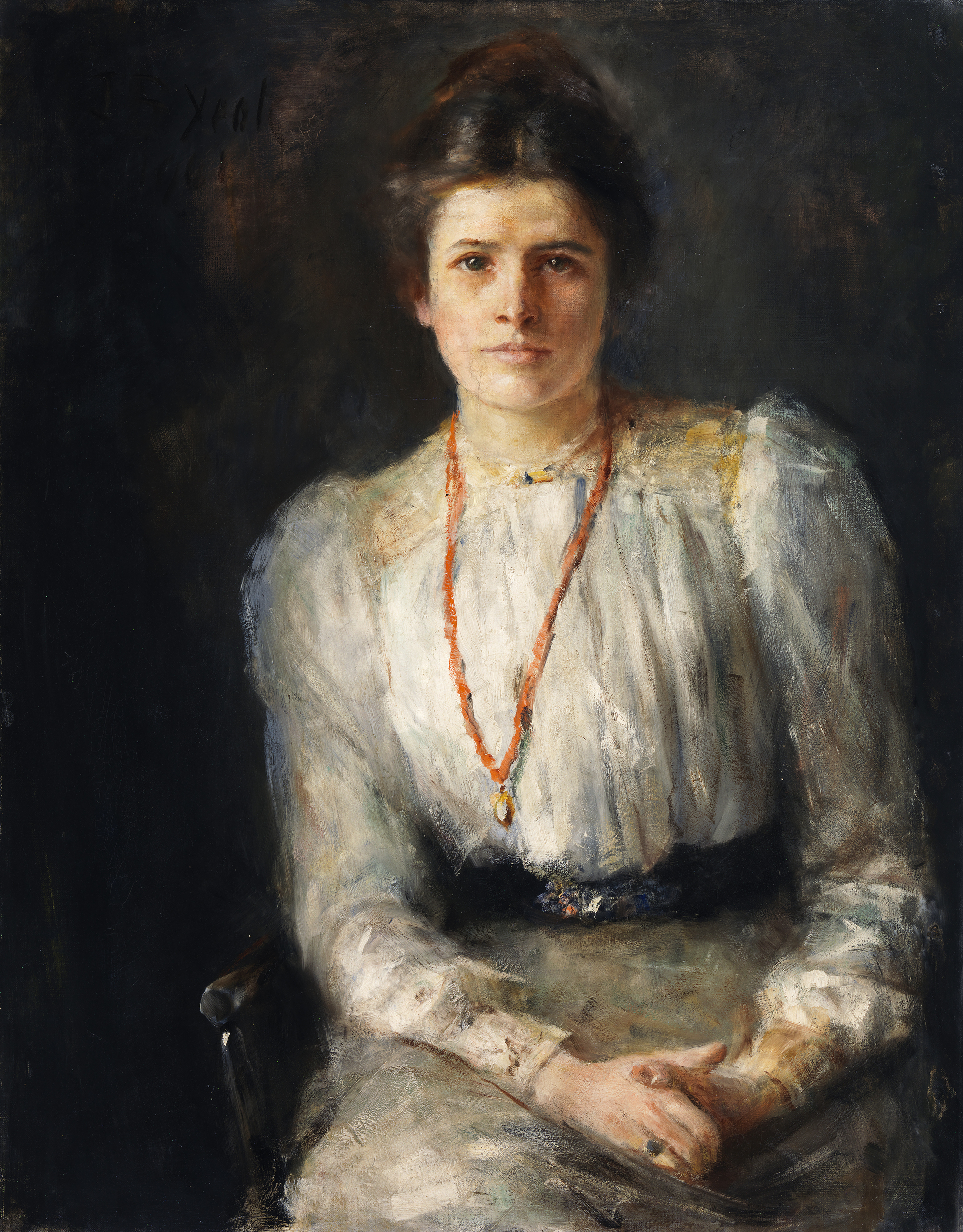
Lily Yeats, Jack Butler Yeats, Öl auf Leinwand, 1901, 91,7 × 71 cm, National Gallery of Irland

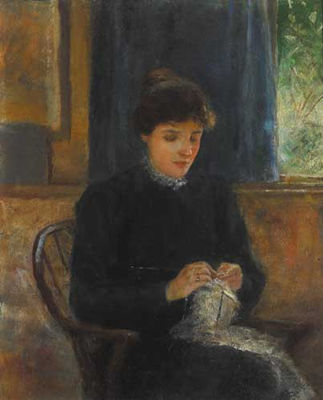
Lily Yeats at Bedford Park, John Butler Yeats, Öl auf Leinwand, ohne Datum

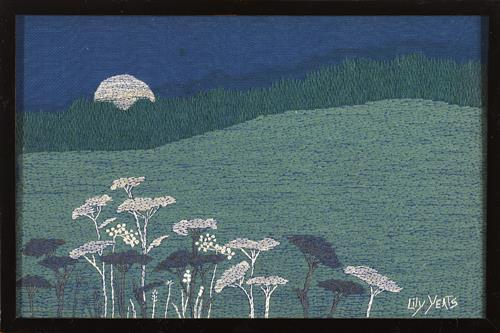
Landscape at Night, Stickerei, ca. 1920

Susan Mary Yeats [ˈjeɪts], bekannt als Lily (* 25. August 1866 in Enniscrone, County Sligo; † 5. Januar 1949 in Dublin), war eine irische Stickerin im Zusammenhang mit der Irischen Renaissance. Sie war Mitbegründerin der Arts-and-Crafts-Kunsthandwerksateliere Dun Emer Guild und Cuala Industries, bei denen sie die Stickereiabteilung leitete. Sie ist bekannt für ihre gestickten Bilder.

## Leben
Lily Yeats wurde als Tochter von John Butler Yeats und Susan Yeats (geborene Pollexfen) geboren. Ihre Geschwister waren William, Jack und Elizabeth Yeats. Sie war ein häufig krankes Kind und lebte von Juli 1872 bis November 1874 bei ihrem Großvater mütterlicherseits, William Pollexfen, in Sligo. Yeats stieß wieder zu ihrer Familie, als diese nach West Kensington, London, umzog. Dort wurden Yeats und ihre Geschwister bis 1876 von einer Gouvernante, Martha Jowitt, unterrichtet. Im Jahr 1878 zog die Familie in ein größeres Haus in Chiswick um, wo sie für kurze Zeit die Notting Hill School besuchte. Yeats zog nach Howth, heute ein Vorort von Dublin, und schrieb sich 1883 zusammen mit ihrer Schwester Elizabeth am National College of Art and Design ein. Sie besuchten auch Kurse an der Royal Dublin Society.
Die Familie Yeats zog 1886 nach South Kensington, als Yeats krank wurde und bei Verwandten untergebracht werden musste. Im Jahr 1887 zog sie schließlich zu ihrer Tante und ihrer invaliden Mutter nach Huddersfield. Im Jahr 1888 kehrte sie in das Haus der Familie in Chiswick zurück. Von hier aus besuchte die Familie oft William Morris. Da das Geld knapp war, bot sich Lily die Möglichkeit, das von Morris propagierte Kunsthandwerk der Stickerei zu erlernen. Sie lernte bei Morris’ Tochter May, die die Stickereiabteilung von Morris & Co. leitete. Im Dezember 1888 erhielt sie zehn Schilling für ihre erste bezahlte Arbeitswoche in der Firma. Im März 1889 bildete Lily Stickerinnen für die Firma aus. Sie arbeitete dort bis April 1894, bevor sie aus gesundheitlichen Gründen aufhörte. Auch war ihr Verhältnis zu May Morris angespannt; in ihrem Scrapbook bezeichnete sie sie als „die Gorgone“.
Sie arbeitete eine Zeit lang als Gouvernante in Hyères in Südfrankreich. Während dieser Zeit erkrankte sie an Typhus und kehrte im Dezember 1896 nach London zurück. Ihr Gesundheitszustand blieb für den Rest des Jahrzehnts unsicher. Ab Ende 1897 wohnte die Schriftstellerin Susan Mitchell bei der Familie Yeats, und Yeats und Mitchell wurden enge Freundinnen.
Nach dem Tod ihrer Mutter im Jahr 1900 kehrten Lily und ihre Schwester Elizabeth mit Evelyn Gleeson nach Irland zurück. Im Jahr 1902 gründeten die drei in der Nähe von Dublin ein Handwerksatelier. Die Dun Emer Guild wurde mit der Absicht gegründet, junge Frauen in Buchbinderei und Druckerei sowie in Stickerei und Weberei auszubilden. Dun Emer (Festung Emer) wurde nach Emer benannt, der sagenhaften Frau des Helden Cú Chulainn, die in den irischen Sagen für ihre Schönheit und ihre künstlerischen Fähigkeiten bekannt war. Lily Yeats leitete die Stickereiabteilung, in der Textilien für die Kirchendekoration und den Hausgebrauch hergestellt wurden. 1904 wurde der Betrieb nach Differenzen zwischen Gleeson und den Yeats-Schwestern in zwei Teile umorganisiert, 1908 trennten sich die Gruppen vollständig. Gleeson behielt den Namen Dun Emer bei, und die Yeats-Schwestern gründeten in der nahe gelegenen Churchtown die Firma Cuala Industries, die eine kleine Presse, die Cuala Press, und eine Stickereiwerkstatt betrieb. William Butler Yeats’ Frau George (Bertha Georgina) half Lily bei der Leitung der Stickereiabteilung des Ateliers, die Kleidung und Wäsche herstellte.
Die Yeats-Schwestern lebten ihr ganzes Erwachsenenleben lang zusammen, wenn auch im Streit. Im Jahr 1923 erkrankte Yeats swährend eines Urlaubs in London schwer an Tuberkulose, und ihr Bruder brachte sie im Juli in einem Londoner Pflegeheim unter, wo sie bis zum folgenden April blieb.  Nach ihrer Genesung kehrte sie nach Dublin zurück, aber die Stickereiabteilung war nie ein durchschlagender Erfolg. 1929 wurde Yeats’ Leiden schließlich korrekt als Schilddrüsenfehlbildung diagnostiziert. Ihr Gesundheitszustand verschlechterte sich 1931 erneut und es wurde beschlossen, die Stickereiabteilung von Cuala aufzulösen. Zu dieser Zeit schrieb Yeats: „Ich hätte die Arbeit nach meiner Krankheit niemals wieder aufnehmen dürfen. Die acht Jahre waren eine sehr große Belastung, und jedes Jahr ein kleiner Verlust, der sich summierte.“
In den folgenden Jahren verkaufte Yeats weiterhin gestickte Bilder. Sie starb 1949. Beerdigt ist sie auf dem St. Nahi’s Churchyard in Dundrum. Teile ihres Nachlasses finden sich in der John J. Burns Library des Boston College.